# Vladimir Kalezić
Vladimir Kalezić, črnogorski general, * 10. februar 1910, † ?.

## Življenjepis
Leta 1934 je vstopil v KPJ in leta 1941 je sodeloval pri organizaciji NOVJ. Med vojno je bil politični komisar več enot.
Po vojni je končal VVA JLA in nadaljeval z vojaško-policijsko kariero.